# Piancavallo

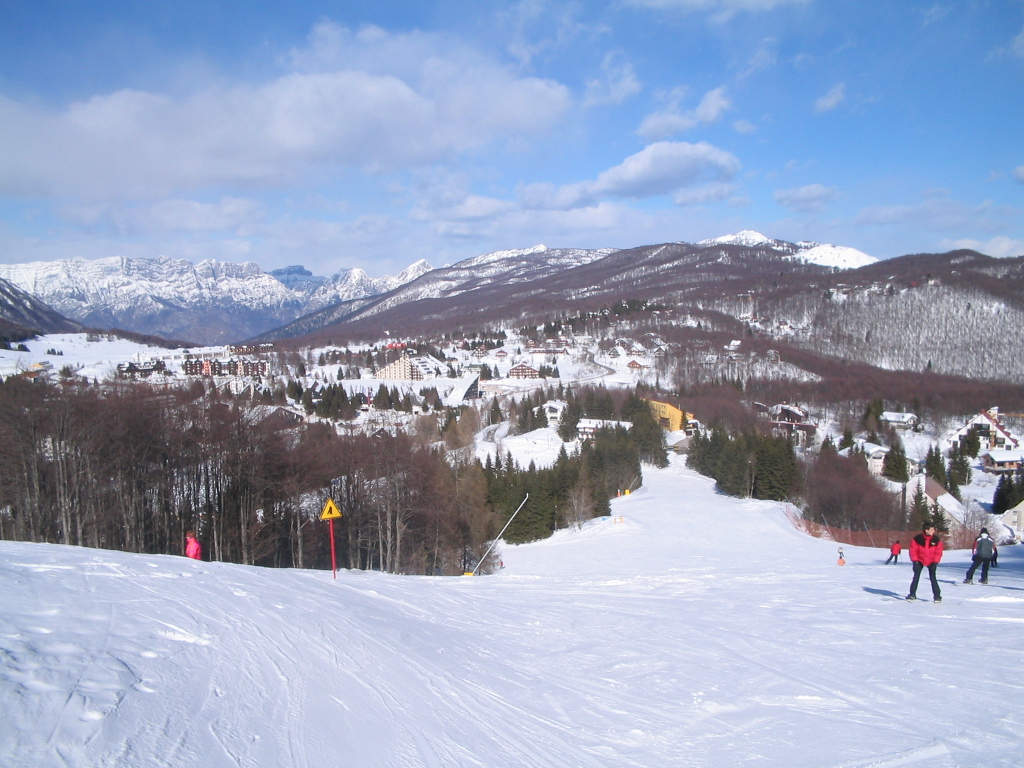

Piancavallo (Plancjavàl en frioulan) est une localité touristique internationale, en province de Pordenone, dans les Préalpes Carniques de la région autonome du Frioul-Vénétie Julienne. Piancavallo est un hameau (frazione) de la commune de Aviano (PN).

## Histoire
Piancavallo est née à la fin des années 1960. C’est la première station de ski italienne ayant prévu un système d'enneigement artificiel. Piancavallo organisa depuis 1979 et jusqu'aux années 1990 de nombreuses compétitions féminines de Coupe du Monde de ski alpin ainsi qu'une étape du tour d'Italie 1998. En outre, cette station a hébergé plusieurs compétitions lors de l’Universiade d'hiver de 2003. Le Rallye Piancavallo, de niveau européen, s'y est déroulé plusieurs années depuis 1970, remplacé maintenant par un rallye de niveau national qui est organisé tous les ans.
Pendant la période estivale il accueille le campus des fédérations italiennes de hockey, de baseball, de foot et de patinage, ainsi que de nombreuses équipes de football et de volley italiennes et étrangères.

## Géographie
Piancavallo est une station de sports d'hiver et d'été située à 1 267 m d'altitude dont l'implantation se trouve dans une cuvette du versant ouest du Mont Cavallo (2 251 m), près de la forêt du Cansiglio.

## Événements
Piancavallo organise en hiver de nombreuses compétitions de ski alpin, même de niveau international (FIS), en privilégiant les plus jeunes compétiteurs. Un des plus importantes
compétition est celle ski de fond appelée 6 heures de fond. C'est un marathon de 6 heures qui se déroule le long d'un anneau de 3 km environ.
En été se déroulent diverses activités liées au vin à la gastronomie et à la culture.

## Les installations
Piancavallo est doté de 24 km de pistes de ski alpin de difficultés et pentes diverses, de 26 km de pistes de ski nordique (dont 1,2 km sont éclairées), ainsi que de diverses pistes pour les amateurs du snowboard (half pipe, Freestyle) et snowtubing. Ainsi que des sentiers balisés pour balades à raquettes à neige et randonnée pédestre.

## Cyclisme
Le Tour d'Italie y est arrivé plusieurs fois. La première fois c'était lors de la 14e étape en 1998 avec le succès de Marco Pantani. La seconde était lors de l'arrivée de la 19e étape du Giro 2017 à l'issue d'un parcours de 191 km depuis San Candido. La montée finale était classée en première catégorie. Mikel Landa remportait cette étape avec son maillot du meilleur grimpeur tandis que Nairo Quintana ravissait le maillot rose à Tom Dumoulin et Thibaut Pinot se rapprochait encore du podium. Mais l'écart se resserrait entre les premiers du classement général.
Une nouvelle arrivée à Piancavallo a été programmée lors de la 15e étape du Giro 2020, la montée encore classée en première catégorie. Tao Geoghegan Hart remporte l'étape devant Wilco Kelderman tandis que João Almeida réussit à sauver son maillot rose.

## Source
- (it) Cet article est partiellement ou en totalité issu de l’article de Wikipédia en italien intitulé « Piancavallo » (voir la liste des auteurs).